# Scaphopetalum dewevrei
Scaphopetalum dewevrei är en malvaväxtart som beskrevs av Wildem. och Th. Dur.. Scaphopetalum dewevrei ingår i släktet Scaphopetalum och familjen malvaväxter. Utöver nominatformen finns också underarten S. d. suborophila.